# Rodd Penney
Pour les articles homonymes, voir Penney.
Pas d'image ? Cliquez ici

a Compétitions nationales et continentales officielles uniquement.

b Matchs officiels uniquement.
Dernière mise à jour le 4 juillet 2018.
Rodd Penney, né le 22 juillet 1978 à Auckland (Nouvelle-Zélande), est un joueur de rugby à XV anglais d'origine néo-zélandaise. Il joue en Équipe d'Angleterre de rugby à sept, et évolue au poste de centre au sein de l'effectif des Saracens entre 2006 et 2011.

## Carrière
Il honore des capes internationales en Équipe d'Angleterre de rugby à sept étant qualifié après avoir joué pendant plus de trois ans dans le championnat anglais sans avoir auparavant porté les couleurs des All Blacks. En effet il joue d'abord en Nouvelle-Zélande, avec la province de North Harbour Rugby Union avant de rejoindre l'Angleterre et le club d'Orrell en seconde division anglaise. Puis il signe en 2006 avec les Saracens en provenance des London Irish qu'il avait rejoint deux saisons auparavant en 2004. Il marque sept essais pour sa première saison avec le club. Le 15 octobre 2006, il inscrit deux essais lors du succès 55-23 contre Bath. Il joue les demi-finales du Challenge européen et du Championnat d'Angleterre. Ils s'inclinent 30-31 contre Bath, Rodd Penney et Dan Scarbrough tentent bien de revenir à la hauteur de Bath en inscrivant deux essais chacun; Oliver Barkley marque cinq buts sur cinq tentatives et ses coéquipiers quatre essais également pour un match assez offensif et indécis. Il marque huit essais lors de sa deuxième saison avec le club londonien.
- 2001-2002 : North Harbour Rugby Union  Nouvelle-Zélande
- 2003-2004 : Orrell RUFC  Angleterre
- 2004-2006 : London Irish  Angleterre
- 2006-2011 : Saracens  Angleterre
- 2010-2011 : Aironi  Italie
- 2011 : London Scottish  Angleterre

## Palmarès
- Finaliste du challenge européen en 2006